# Steffen Klusmann
Steffen Klusmann (* 15. März 1966 in Karlsruhe) ist ein deutscher Journalist und Medienberater. Er war von 2019 bis 2023 Chefredakteur des Spiegel.

## Leben und Karriere
Klusmann studierte Volkswirtschaftslehre in Mainz, Glasgow und Hamburg. Nach dem Volontariat an der Georg von Holtzbrinck-Schule für Wirtschaftsjournalisten in Düsseldorf arbeitete er mehrere Jahre als Redakteur im Ressort Wirtschaft und Politik für die Zeitschrift WirtschaftsWoche. Ab 1996 berichtete er für das Manager Magazin über Wirtschaftspolitik und Technologietrends. 1999 wechselte er in die Entwicklungsredaktion der neuen Zeitung Financial Times Deutschland (FTD), die ab Februar 2000 erschien. Er war zunächst als Ressortleiter „Agenda“ unter anderem für Hintergrundberichte und Kommentare zuständig, später Chef vom Dienst. 2003 kehrte Klusmann kurzzeitig zum Manager Magazin zurück, wo er die Position des stellvertretenden Chefredakteurs innehatte. Bereits im August 2004 ging er wieder zur FTD, da er dort als Nachfolger von Christoph Keese die Chefredakteurstelle erhielt. Zum 1. April 2009 wurde ihm zusätzlich dieselbe Funktion bei Capital übertragen. Außerdem war er Sprecher der Chefredakteure der Gruner + Jahr-Wirtschaftsmedien. Nach der Einstellung der FTD wechselte er im März 2013 als stellvertretender Chefredakteur zum Stern. Von November 2013 bis August 2018 war Klusmann Chefredakteur des Manager Magazin.
Klusmann wurde zum 1. Januar 2019 als Nachfolger von Klaus Brinkbäumer zum Vorsitzenden der Chefredaktion des Spiegel ernannt – verantwortlich sowohl für das gedruckte Nachrichtenmagazin als auch für Spiegel Online. Ende Mai 2023 verließ Klusmann den Spiegel.
Seit Januar 2024 ist Klusmann Mitglied des Advisory Council der Kommunikationsberatungsagentur 365 Sherpas, wo er unter anderem in den Bereichen C-Level-Positionierung, Business Transformation und Krisenkommunikation tätig ist. Im Februar 2024 berief die Süddeutsche Zeitung Klusmann in eine Prüfungskommission, die die Vorwürfe gegen die stellvertretende Chefredakteurin der SZ, Alexandra Föderl-Schmid, aufklären sollte. Föderl-Schmid waren zuvor ungekennzeichnete Textübernahmen in mehreren Artikeln vorgeworfen worden.

## Sonstige Tätigkeiten
Klusmann ist ehrenamtliches Jurymitglied bei „Top 100“, einer Auszeichnung für die innovativsten Unternehmen im deutschen Mittelstand.

## Veröffentlichungen
Klusmann ist Herausgeber mehrerer Bücher:
- Green minds. Die deutschen Pioniere der Greentech-Ära. FinanzBuch Verlag, München 2010.
- Töchter der deutschen Wirtschaft. FinanzBuch Verlag, München 2008.
- 101 Haudegen der deutschen Wirtschaft. FinanzBuch Verlag, München 2006.